# Fuente Segura
Fuente Segura es una localidad y pedanía española perteneciente al municipio de Santiago-Pontones, en la provincia de Jaén (Andalucía). Se accede desde la localidad de Pontones por una carretera vecinal.
A su vez está formada por tres pequeños núcleos de población:
- Fuente Segura de Arriba
- Fuente Segura de Enmedio
- Fuente Segura de Abajo

## Geografía
Las poblaciones más cercanas son Pontones, Casas de Carrasco, El Cerezo y El Patronato.
Junto al núcleo de Fuente Segura de Arriba nace el río Segura.

## Demografía
Evolución de la población
| Gráfica de evolución demográfica de Fuente Segura entre 2000 y 2016 |
|                                                                     |
| Población de derecho (2000-2016) según el padrón municipal del INE  |

## Economía
La economía de la aldea se sustenta principalmente en la ganadería ovina, con varias explotaciones en la zona de oveja segureña, la especie característica de la zona, destinada a la producción de carne. La agricultura se presenta a pequeña escala, con huertas, plantaciones de almendros y árboles frutales. En el plano turístico-hostelero, es de destacar la presencia de un restaurante en la entrada a la carretera de acceso a la aldea y de un chiringuito junto al nacimiento del río Segura. Además de ello durante estos últimos años el sector del turismo ha ido creciendo debido a su oferta de casas rurales.